# ابراهیم‌بیگی
ابراهیم‌بیگی روستایی در استان البرز، از توابع شهرستان نظرآباد و بخش تنکمان، است. وجه تسمیه روستا مربوط می‌شود به قلعه و امارت شازده ابراهیم خان قجر از نوادگان قاجار که در دوره قاجاریه حاکم محلی منطقه بوده‌است. قسمتی از دیواره‌های قلعه ابراهیم خان در بعضی از نواحی روستا باقی است.که آقای زمان علیزاده در آن ساکن است.

## موقعیت
روستای ابراهیم بیگی از توابع شهرستان نظرآباد واقع در استان البرز (تهران) می‌باشد.
- فاصله از تهران ۷۵ کیلومتر.
- فاصله از شهر نظرآباد ۱۰ کیلومتر.
- فاصله از شهر هشتگرد ۷ کیلومتر .
- روستاهای همجوار: دنگیزگ، انبار تپه و قلعه آذری

### گزارش رزم آرا از موقعیت روستای ابراهیم بیگی
رزم آرا نوشته است:
ده جزء دهستان افشاریه ساوجبلاغ بخش کرج شهرستان تهران. 32 کیلومتری باختر کرج، 4 کیلومتری جنوب شوسه کرج به قزوین. در جلگه- معتدل- مالاریائی- سکنه 127- شیعه- ترکی و فارسی. قنات و رودخانه کردان، غلات، صیفی، بن‌شن، چغندرقند، انگور، لبنیات- شغل زراعت و گله‌داری. راه مالرو و از هشجرد(هشتگرد کنونی) می‌توان ماشین برد.

## آب و هوا
از نظر آب و هوایی این روستا جزو مناطق نیمه معتدل دشتی دسته بندی می‌شود. شامل چهار فصل منظم.

## اهالی
روستای ابراهیم بیگی جمعیتی در حدود ۶۵۰ نفر را شامل می‌شود. اکثریت جمعیت روستا ترک زبان و از طایفه‌های ایل شاهسون بغدادی و اینانلو هستند. ما بقی اهل همدان و اهل اشتهارد می‌باشند.از قومهای اصیل مستقر در این روستای تاریخی ملیتهای ایرانی سرعتی، نامدارلو ، کریمی وطاهری را میتوان نام برد

## مشاغل
اکثریت مردم روستا مشغول به تولید در زمینه کشاورزی و دامداری و باغداری و مشاغل وابسته هستند

## جاذبه‌های گردشگردی
از جمله جاذبه‌های گردشگردی روستا می‌توان از مراتع و باغات زیبا و ییلاقی همجوار روستا نام برد.از اماکن باستانی روستا، آق تپه واقع در شمال روستا و گورستان گبری شامل دو تپه واقع در جنوب روستا مربوط به دوران قبل تاریخ را می‌توان نام برد که متأسفانه هیچگونه کاوش باستانشناختی روی این محوطه‌ها به صورت جد انجام نپذیرفته‌است.

## ساختار اداری
- شورای سه نفره روستا
- دهیاری
- هیئت امنای مسجد جامع
- شورای حل اختلاف

## امکانات
- آب لوله کشی شده
- شبکه برق
- گاز
- تلفن ثابت
- مدرسه (مقطع ابتدایی)
- خانه بهداشت روستایی
- باشگاه ورزشی
- زمین فوتبال
- دفتر پست و تلفن